# Fairview No 136
Le district municipal de Fairview N° 136 (anglais : Fairview No. 136) est un district municipal de 1 673 habitants en 2011, situé dans la province d'Alberta, au Canada.

## Communautés et localités
Bourgs
- Fairview

Hameaux
- Bluesky
- Whitelaw

Localités
- Dunvegan
- Erin Lodge
- Friedenstal
- Gage
- Highland Park
- Lothrop
- Red Star
- Scotswood
- Vanrena
- Waterhole

## Démographie
| 2001  | 2006  | 2011  | 2016  |
| ----- | ----- | ----- | ----- |
| 1 432 | 1 801 | 1 673 | 1 604 |